# Autoplusia limata
Autoplusia limata är en fjärilsart som beskrevs av William Schaus 1911. Autoplusia limata ingår i släktet Autoplusia och familjen nattflyn. Inga underarter finns listade i Catalogue of Life.